# عرناسية
العُرناسية أو القرازية (الاسم العلمي: Cracidae) هي فصيلة طيور تتبع رتبة الدجاجيات من طائفة الطيور.

## تصنيف
- أسرة القرازاوات
  - القراز
  - القراز المزيف
  - قراز ميتو
  - قراز بوكسي
- أسرة الغواناوات
  - غوان صغير
  - غوان أرضي
  - غوان بنيلوب
  - غوان بيبيل
  - غوان أبوريا
  - شاشالاكا
  - غوان جبلي